# Acolastus jelineki
Acolastus jelineki es un coleóptero de la familia Chrysomelidae.
Fue descrita científicamente por primera vez en 1985 por Lopatin.